# Grado Celsius

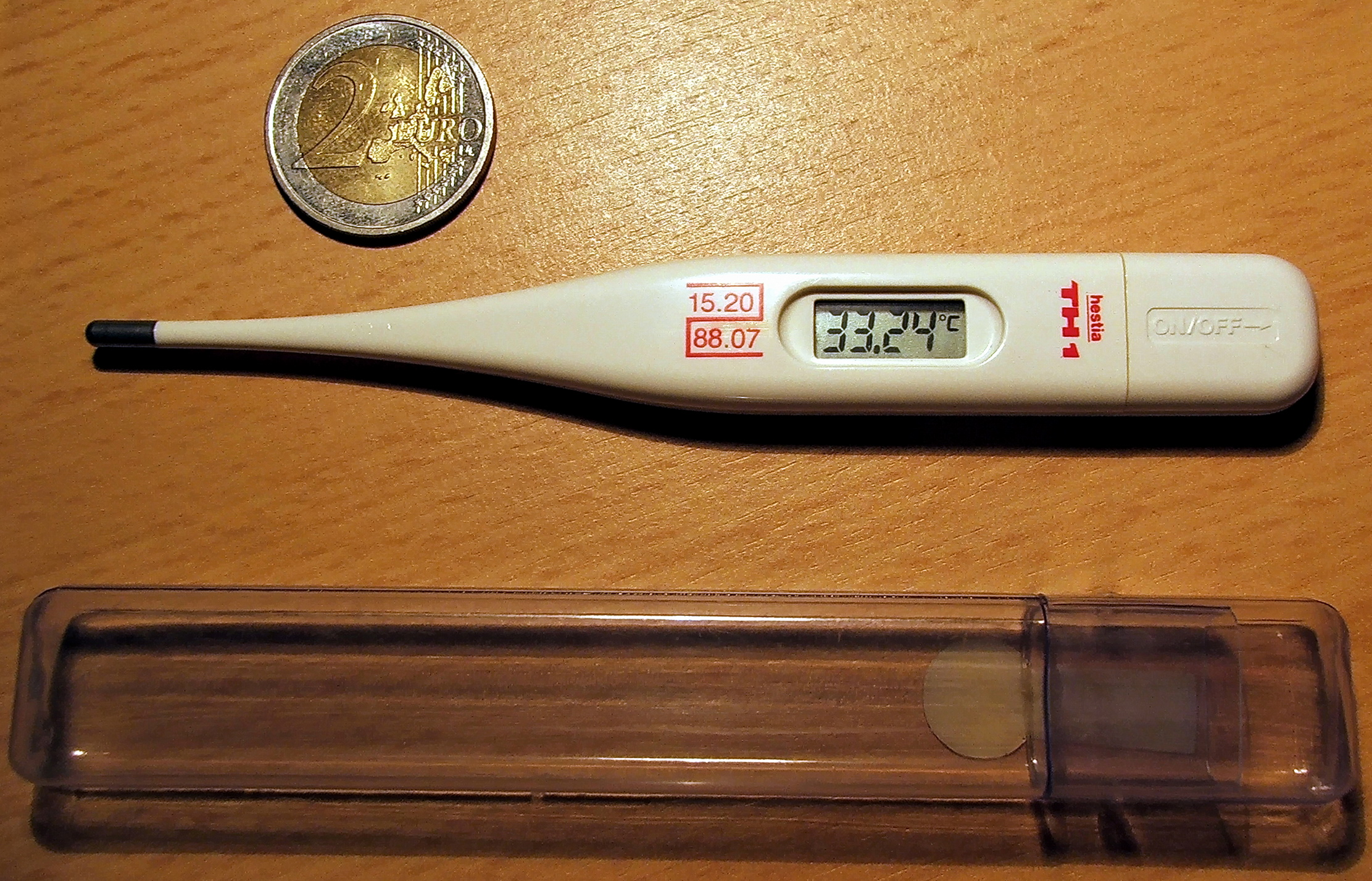
Termómetro clínico graduado en grados Celsius, junto a una moneda de 2 (dos) euro/s (€) para comparar su tamaño.

Países por uso
Celsius (°C)
Celsius (°C) y Fahrenheit (°F)
Fahrenheit (°F)

El grado Celsius (símbolo °C) reemplaza, desde 1948, a los grados centígrados en el Sistema Internacional de Unidades. En consecuencia, el grado Celsius (junto con el kelvin) se ha convertido en la unidad vigente termométrica, cuyo 0 se ubica 0.01 grados por debajo del punto triple del agua y cuya intensidad calórica equivale a la del grado kelvin.
El grado Celsius pertenece al Sistema Internacional de Unidades, con carácter de unidad accesoria, a diferencia del Kelvin, que es la unidad básica de temperatura en dicho sistema.
Desde 1743, la escala Celsius se basa en 0 °C para el punto de congelación del agua y 100 °C para el punto de ebullición del agua a 1 atmósfera (ATM) de presión. Antes de 1743 los valores se invertían (es decir, el punto de ebullición era 0 grados y el punto de congelación 100 grados). La inversión de la escala de 1743 fue propuesta por Jean-Pierre Christin.
Por acuerdo internacional, entre 1954 y 2019 la unidad grado Celsius y la escala Celsius fueron definidas por cero absoluto y el punto triple del agua. A partir de 2007, se aclaró que esta definición se refería al agua oceánica media estandarizada de Viena (VSMOW por sus siglas en inglés), un estándar de agua definido con precisión. Esta definición también relacionó con precisión la escala Celsius con la escala del kelvin, la unidad base del SI de la temperatura termodinámica con el símbolo K. El cero absoluto, la temperatura más baja posible, se define como exactamente 0 K y −273.15 °C. Hasta el 19 de mayo de 2019, la temperatura del punto triple del agua se definió exactamente como 273.16 K (0.01 °C).
El 20 de mayo de 2019, el kelvin fue redefinido de modo que su valor viene ahora determinado por la definición de la constante de Boltzmann en lugar de estar definido por el punto triple de VSMOW. Esto significa que el punto triple es ahora un valor medido, no un valor definido. El nuevo valor exacto definido de la constante de Boltzmann se seleccionó para que el valor medido del punto triple de VSMOW sea exactamente el mismo que el antiguo valor definido dentro de los límites de precisión de la metrología contemporánea. La temperatura en grados Celsius se define ahora como la temperatura en kelvins restada por 273.15, lo que significa que una diferencia de temperatura de un grado Celsius y la de un kelvin son exactamente iguales, y que el grado Celsius sigue siendo exactamente igual al kelvin (es decir, 0 °C sigue siendo exactamente 273.15 K).

## Historia
Anders Celsius definió su escala en 1742 considerando las temperaturas de ebullición y de congelación del agua, asignándoles originalmente los valores 0 °C y 100 °C respectivamente (de manera que un mayor valor significaba una temperatura menor). Más tarde Jean-Pierre Christin (1743) y Carlos Linneo (1745) invirtieron ambos puntos. El método propuesto, al igual que el utilizado en 1724 para el grado Fahrenheit y el Grado Rømer de 1701, tenía la ventaja de basarse en las propiedades físicas de los materiales. William Thomson (luego Lord Kelvin) definió en 1848 su escala absoluta de temperatura en términos del grado Celsius. En la actualidad el grado Celsius se define a partir del kelvin del siguiente modo:
{\displaystyle t(^{\circ }{\text{C}})=T({\text{K}})-273.15}
Los intervalos de temperatura expresados en °C y en Kelvin tienen el mismo valor.
La escala Celsius es muy utilizada para expresar las temperaturas de uso cotidiano, desde la temperatura del aire a la de un sinfín de dispositivos domésticos (hornos, freidoras, agua caliente, refrigeración, etc.). También se emplea en trabajos científicos y tecnológicos, aunque en muchos casos resulta obligado el uso de la escala de Kelvin.
En 1744, coincidiendo con la muerte de Anders Celsius, el botánico sueco Carl Linnaeus (1707-1778) invirtió la escala de Celsius. Su «linnaeus-termómetro» hecho a medida, para utilizarlo en sus invernaderos, fue fabricado por Daniel Ekström, el principal fabricante sueco de instrumentos científicos de la época, cuyo taller se encontraba en el sótano del observatorio de Estocolmo. Como ocurría a menudo en esta época anterior a las comunicaciones modernas, se atribuye a numerosos físicos, científicos y fabricantes de instrumentos el haber desarrollado independientemente esta misma escala; entre ellos se encontraban Pehr Elvius, secretario de la Real Academia Sueca de las Ciencias (que tenía un taller de instrumentos) y con quien Linneo había mantenido correspondencia; Daniel Ekström, el fabricante de instrumentos; y Mårten Strömer (1707-1770), que había estudiado astronomía con Anders Celsius.
El primer documento sueco conocido en el que se informa de las temperaturas en esta moderna escala Celsius «adelantada» es el documento Hortus Upsaliensis fechado el 16 de diciembre de 1745 que Linnaeus escribió a un alumno suyo, Samuel Nauclér. En él, Linneo relataba las temperaturas en el interior del invernadero del Jardín Botánico de la Universidad de Upsala:

... ya que el caldarium (la parte caliente del invernadero) por el ángulo de las ventanas, meramente por los rayos del sol, obtiene tal calor que el termómetro alcanza a menudo los 30 grados, aunque el jardinero avispado suele tener cuidado de que no suba a más de 20 a 25 grados, y en invierno no baje de 15 grados ...

.

### Grados centígrados frente a grados Celsius
Desde el siglo XIX, las comunidades científicas y de termometría de todo el mundo han utilizado la expresión escala centígrada y las temperaturas se comunicaban a menudo simplemente como grados o, cuando se deseaba una mayor especificidad, como grados centígrados, con el símbolo °C.
En francés, el término centígrado también significa la centésima parte de un grado centesimal, cuando se utiliza para  medida angular. El término grado centesimal se introdujo posteriormente para las temperaturas pero también problemática, ya que significa gradian (centésima parte de un ángulo recto) en los idiomas francés y español. El riesgo de confusión entre temperatura y medida angular se eliminó en 1948, cuando la 9.ª reunión de la Conferencia General de Pesas y Medidas y el Comité Internacional de Pesas y Medidas (CIPM) adoptaron formalmente «grado Celsius» para la temperatura.
Mientras que «Celsius» es el término utilizado habitualmente en trabajos científicos, «centígrado» sigue siendo de uso común en los países de habla inglesa, especialmente en contextos informales.
Mientras que en Australia, a partir del 1 de septiembre de 1972, sólo se daban medidas Celsius para la temperatura en los informes o pronósticos meteorológicos, no fue hasta febrero de 1985 cuando la BBC cambió de «centígrados» a «Celsius».

## Conversión de unidad
Las temperaturas de fusión y ebullición del agua destilada a una atmósfera de presión, en las escalas Kelvin, Celsius, Fahrenheit y Réaumur, son las siguientes:
| escala     | fusión    | ebullición |
| ---------- | --------- | ---------- |
| Kelvin     | 273.15 K  | 373.15 K   |
| Celsius    | 0 °C      | 100 °C     |
| Fahrenheit | 32 °F     | 212 °F     |
| Réaumur    | 0 °Re     | 80 °Re     |
| Rankine    | 491.67 Ra | 671.67 Ra  |

El punto triple del agua es a 273.16 K, es decir, 0.01 °C.
La magnitud de un grado Celsius es equivalente a la magnitud de un Kelvin; en otras palabras, una diferencia de temperaturas tiene el mismo valor numérico expresada en grados Celsius que en Kelvin:
{\displaystyle \Delta t({\text{°C}})=\Delta T({\text{K}})\,\!}
Se puede convertir de Celsius a kelvins de la siguiente forma:
{\displaystyle t(K)=t({\text{°C}})+273.15\,\!}
Y viceversa para pasar de kelvins a Celsius
{\displaystyle t({\text{°C}})=t(K)-273.15\,\!}
La conversión de grados Celsius a grados Fahrenheit se obtiene multiplicando la temperatura en Celsius por 1.8 y sumando 32:
{\displaystyle t({\text{°F}})=1.8\times t({\text{°C}})+32\,\!}
Para convertir Fahrenheit a Celsius:
{\displaystyle t({\text{°C}})={\frac {t({\text{°F}})-32}{1.8}}\,\!}
La escala Celsius es una escala de temperatura que asigna el valor cero (0 °C) al agua en proceso de fusión, y el valor cien (100 °C) al agua en proceso de ebullición.
De escala Fahrenheit a escala Kelvin:
{\displaystyle {\text{K}}={\frac {5}{9}}({\text{°F}}-32)+273.15\,\!}
De escala Kelvin a escala Fahrenheit:
{\displaystyle {\text{°F}}={\frac {9}{5}}({\text{K}}-273.15)+32\,\!}

## Símbolo y nombre
El símbolo del grado Celsius es un pequeño círculo volado (°) (no la letra o) seguido de la letra C, que forman un bloque indivisible. La Real Academia Española admite escribir solo el círculo volado, sin la C, pero esta notación no sigue las normas internacionales, en las que el círculo está reservado al grado de ángulo plano. El nombre es grado Celsius y, aunque la Conferencia General de Pesas y Medidas rechazó en 1948 el de grado centígrado (pues esta denominación se reserva para la escala de medida de ángulos), este último sigue siendo de uso corriente.
Como en la mayoría de los símbolos de unidades, debe haber un espacio duro entre el valor y °C. Así, se tiene que 25 °C (con un espacio duro) es correcto, 25  °C (con dos espacios) es incorrecto y 25°C (sin espacio) es también incorrecto.
En Unicode existe el carácter «℃» (U+2103) que representa el grado Celsius, pero se recomienda no utilizarlo.

## Coexistencia de las escalas Kelvin y Celsius
En ciencia y en ingeniería, la escala Celsius y la escala Kelvin se utilizan a menudo combinadas en contextos próximos, por ejemplo, «un valor medido era de 0.01023 °C con una incertidumbre de 70 μK». Esta práctica es admisible porque la magnitud del grado Celsius es igual a la del kelvin. A pesar del respaldo oficial proporcionado por la decisión n.º 3 de la Resolución 3 de la 13.ª CGPM, que establecía que «un intervalo de temperatura también puede expresarse en grados Celsius», la práctica de utilizar simultáneamente °C y K sigue estando muy extendida en todo el mundo científico, ya que no se ha adoptado bien el uso de prefijos IS del grado Celsius (como «μ°C» o «microgrados Celsius») para expresar un intervalo de temperatura.